# Linia kolejowa nr 357
Linia kolejowa nr 357 – jednotorowa, drugorzędna, niezelektryfikowana linia kolejowa łącząca Powodowo z Luboniem koło Poznania.
Pierwotnie linia miała długość 112,182 km i rozpoczynała się na stacji Sulechów.

## Historia
Linia była otwierana etapami. Pierwszy odcinek, Sulechów - Wolsztyn, został otwarty 1 kwietnia 1905. Trzy miesiące później został ukończony odcinek do Grodziska Wlkp., a w lipcu 1909 jego przedłużenie do Lubonia. W 1994 roku, po jednorocznej obsłudze linii przez Lubuską Kolej Regionalną, zawieszono kursowanie pociągów pasażerskich na trasie Sulechów – Wolsztyn, w 2001 zawieszono planowy ruch towarowy, a w 2005 fragment ten zamknięto. Obecnie (2023) odcinek ten jest nieprzejezdny, w kilku miejscach brakuje torów (m.in. w Okuninie i na szlaku Chwalim – Kargowa), a niektóre przejazdy kolejowo-drogowe zostały fizycznie zlikwidowane (zalane asfaltem, wycięte zostały szyny). Na stacji w Kargowej trwają obecnie próby stworzenia ruchu drezynowego na odcinku Kargowa – Kopanica.
14 marca 2011 rozpoczął się pierwszy etap modernizacji linii kolejowej na odcinku Wolsztyn – Poznań. Podczas remontu została wyremontowana nawierzchnia kolejowa, w tym tory i podkłady, wybudowano nowe perony na stacjach Stęszew, Szreniawa i Wiry, zmodernizowano przejazdy kolejowo-drogowe oraz wybudowano nowe urządzenia sterowania ruchem kolejowym. Modernizacja jest częścią zadania inwestycyjnego pn. "Modernizacja linii kolejowej nr 357 Sulechów - Luboń na terenie województwa wielkopolskiego mającej duże znaczenie w obsłudze połączeń małych miejscowości z aglomeracją poznańską na odcinku Wolsztyn – Luboń", realizowanego w ramach Wielkopolskiego Regionalnego Programu Operacyjnego 2007-2013. Zadanie finansowane jest z Europejskiego Funduszu Rozwoju Regionalnego oraz środków krajowych.
Wyremontowanie 73 kilometrów torowiska kosztowało 84 miliony złotych; 70% tej kwoty stanowiło dofinansowanie z funduszy unijnych w ramach Wielkopolskiego Regionalnego Programu Operacyjnego (WRPO) na lata 2007–2013. Po modernizacji pociągi mogą przejeżdżać tą trasą z prędkością do 110 km/h na godzinę.

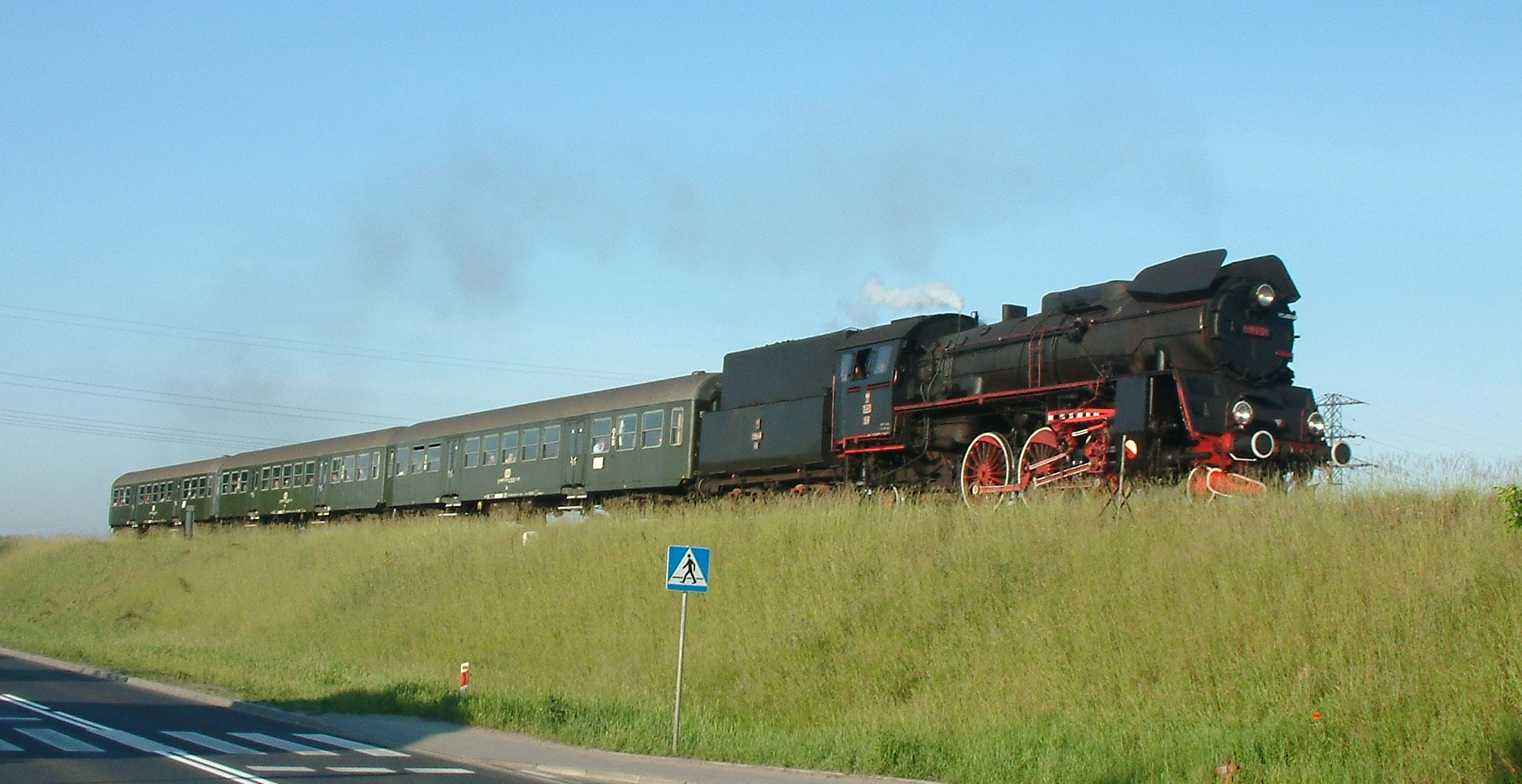
Pociąg z Wolsztyna do Poznania Głównego zbliżający się do stacji Luboń

Na odcinku Wolsztyn – Luboń koło Poznania linia była modernizowana pod nadzorem konserwatora zabytków. Podczas modernizacji starano się zachować historyczny wygląd linii, na której połączenia pasażerskie obsługiwane są przez parowozy. Na czas prac związanych z modernizacją linia kolejowa została zamknięta, a połączenia obsługiwane były zastępczą komunikacją autobusową. 11 grudnia 2011, wraz ze zmianą rozkładu jazdy pociągów, na trasę powróciły bezpośrednie połączenia kolejowe, a przewoźnikiem obsługującym linię zostały Koleje Wielkopolskie.

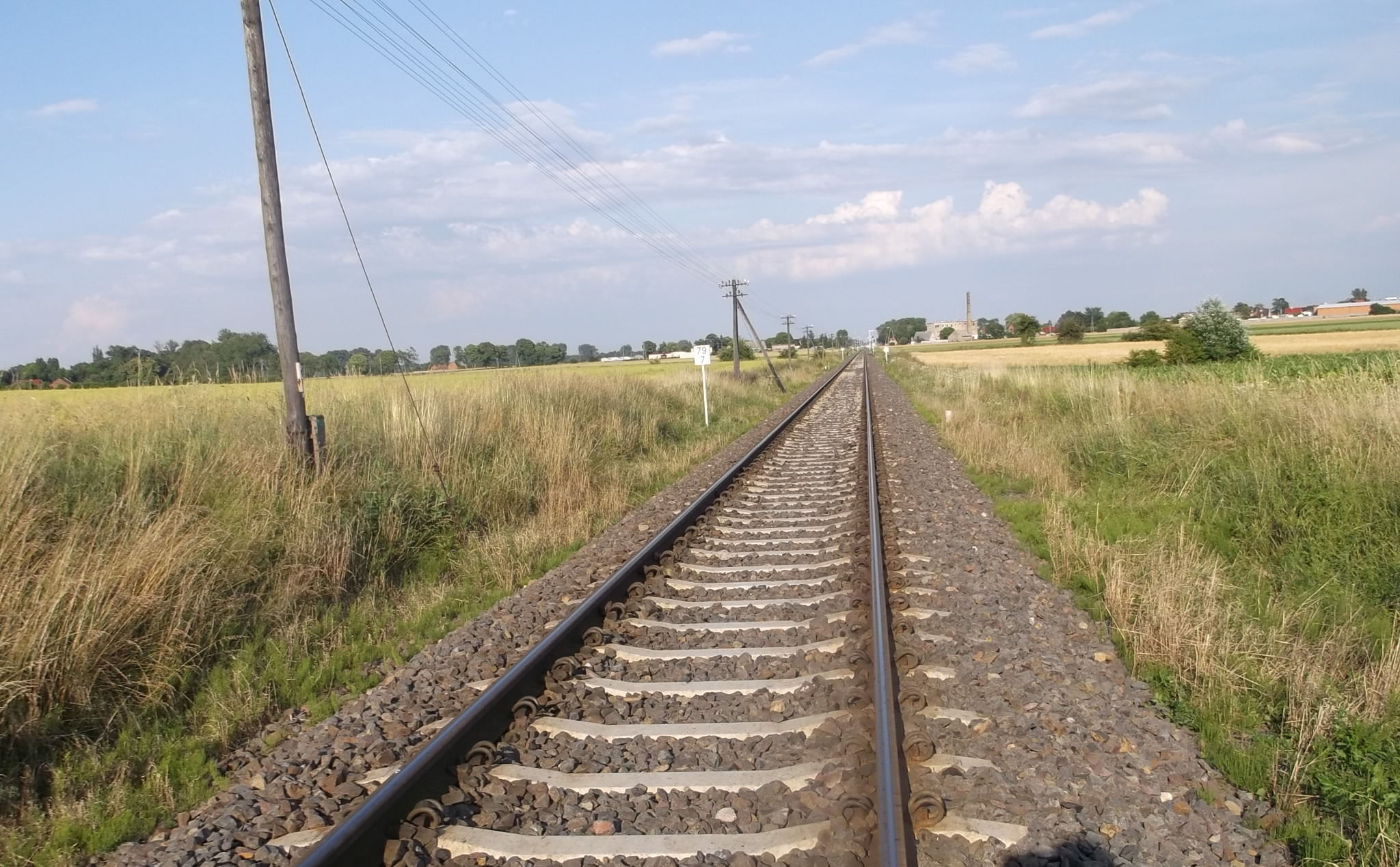
Linia kolejowa nr 357 w pobliżu Granowa

Od 14 grudnia 2014 pociągi zatrzymują się na nowym przystanku osobowym Grąblewo, leżącym pomiędzy Grodziskiem Wielkopolskim a Ptaszkowem.
W 2015 roku odcinek Sulechów – Powodowo został całkowicie rozebrany. W 2023 roku zarządca infrastruktury wyremontował odcinek Powodowo – Wolsztyn, przy czym ze względu na ograniczenia formalne przewozy pasażerskie nie mogły być wznowione już od grudniowej zmiany rozkładu jazdy.